# 마쓰모토 겐
마쓰모토 겐(일본어: 松本 憲, 1987년 8월 28일 ~ )는 일본의 전 축구 선수이다.

## 구단 경력
과거 제프 유나이티드 지바에서 활동하였다.